# Falešná hra
Falešná hra (v anglickém originále Reindeer Games) je americký kriminální film z roku 2000. Režisérem filmu je John Frankenheimer. Hlavní role ve filmu ztvárnili Ben Affleck, Gary Sinise, Charlize Theron, Donal Logue a Danny Trejo.

## Ocenění
Ben Affleck byl za svou roli v tomto filmu nominován na Teen Choice Award.

## Obsazení
| Ben Affleck (český dabing: Zdeněk Mahdal [VHS], Michal Dlouhý [Prima])         | Rudy Duncan                 |
| Gary Sinise (český dabing: Pavel Šrom [VHS], Martin Stránský [Prima])          | Gabriel Mercer              |
| Charlize Theron (český dabing: Petra Hanžlíková [VHS], Jitka Ježková [Prima])  | Ashley Mercer/Millie Bobeck |
| Donal Logue (český dabing: Bohdan Tůma [VHS], Zdeněk Hruška [Prima])           | Pug                         |
| Danny Trejo (český dabing: Jaroslav Kaňkovský [VHS], Jiří Hromada [Prima])     | Jumpy                       |
| Clarence Williams III (český dabing: Martin Kolár [VHS], Zbyšek Horák [Prima]) | Merlin                      |
| Dennis Farina (český dabing: Petr Oliva [VHS], Pavel Rímský [Prima])           | Jack Bangs                  |
| Isaac Hayes                                                                    | Zook                        |
| Ashton Kutcher                                                                 | chlapec                     |